# Araneus suavis
Araneus suavis là một loài nhện trong họ Araneidae.
Loài này thuộc chi Araneus. Araneus suavis được William Joseph Rainbow miêu tả năm 1899.